# Радьківка (Сумський район)
Ра́дьківка — село в Україні, у Сумській міській громаді Сумського району Сумської області. Населення становить 169 осіб. Колишній орган місцевого самоврядування — Стецьківська сільська рада.

## Географія
Село Радьківка розташоване на лівому березі річки Каланчак, яка через 2 км впадає в річку Олешня, нижче за течією на відстані 1 км розташоване село Стецьківка. На річці невелика гребля. Село оточене великим лісовим масивом (сосна). До села примикають великі масиви садових ділянок. Поруч проходить автомобільна дорога Н07.

## Історія
За даними на 1864 рік на казенному хуторі Стецьківської волості Сумського повіту Харківської губернії мешкало 110 осіб (56 чоловічої статі та 54 — жіночої), налічувалось 16 дворових господарств.
12 червня 2020 року, відповідно до розпорядження Кабінету Міністрів України № 723-р «Про визначення адміністративних центрів та затвердження територій територіальних громад Сумської області», село увійшло до складу Сумської міської громади.
19 липня 2020 року, в результаті адміністративно-територіальної реформи та ліквідації Сумського району(1923—2020), увійшло до складу новоутвореного Сумського району.
10 серпня 2024 року село зазнало ворожих російських атак. Як повідомили в Оперативному командуванні "Північ" зафіксовано 1 вибух, ймовірно КАБ.